# Nereu Crispim
Nereu Crispim (Porto Alegre, 21 de julho de 1963) é um advogado, auditor e político brasileiro, filiado ao Partido Social Democrático (PSD). Eleito em 2018, exerceu seu primeiro mandato de deputado federal pelo Rio Grande do Sul. Até abril de 2021, Crispim tinha apresentado alinhamento de 92% com o governo Bolsonaro nas votações da câmara.
Rompeu com Jair Bolsonaro em outubro de 2021, sob alegações de ineficiência do governo sobre as pautas dos caminhoneiros. Trocou de partido e tentou a reeleição pelo PSD, mas não foi eleito, perdendo cerca de 24 mil votos em relação ao pleito anterior.

## Biografia
Formou-se no curso de Direito na Centro Universitário Ritter dos Reis (UniRitter), onde estudou entre os anos de 2006 e 2012.
Na eleição estadual de 2018, Crispim se elegeu deputado federal pelo Partido Social Liberal (PSL), na esteira do sucesso eleitoral nacional ocorrido no partido, ao eleger o presidente do país, três governadores e 52 deputados federais.
Em seu mandato na câmara, Crispim cronologicamente votou a favor da MP 867 (que segundo ambientalistas alteraria o Código Florestal anistiando desmatadores); a favor da PEC da Reforma da Previdência e contra excluir os professores nas regras da mesma; a favor de Alteração no Fundo Eleitoral; a favor de aumentar o Fundo Partidário; a favor de cobrança de bagagem por companhias aéreas; a favor do  "Pacote Anti-crime" de Sergio Moro; a favor do Novo Marco Legal do Saneamento; a favor de redução do Fundo Eleitoral; contra a suspensão do mandato do deputado Wilson Santiago (PTB/PB), acusado de corrupção; a favor de ajuda financeira aos estados durante a pandemia de COVID-19; a favor do Contrato Verde e Amarelo; a favor da MP 910 (conhecida como MP da Grilagem); a favor da flexibilização de regras trabalhistas durante a pandemia; a favor do congelamento do salário dos servidores; a favor da anistia da dívida das igrejas; a favor da convocação de uma Convenção Interamericana contra o Racismo; duas vezes a favor de destinar verbas do novo FUNDEB para escolas ligadas às igrejas; a favor da autonomia do Banco Central; a favor da validação da PEC da Imunidade Parlamentar; a favor da PEC Emergencial (que trata do retorno do auxílio emergencial por mais três meses e com valor mais baixo); a favor que empresas possam comprar vacinas da COVID-19 sem doar ao SUS; a favor de classificar a educação como "serviço essencial" (possibilitando o retorno das aulas presenciais durante a pandemia) e a favor de acabar com o Licenciamento Ambiental para diversas atividades. Crispim esteve ausente nas votações sobre criminalização de responsáveis por rompimento de barragens; a MP da Liberdade Econômica; o PL 3723 que regulamenta a prática de atiradores e caçadores e a manutenção da prisão do deputado bolsonarista Daniel Silveira (PSL/RJ).
Em 2022 tentou a reeleição pelo PSD, mas obteve apenas 8.831 votos, não conseguindo se reeleger.

## Desempenho eleitoral
| Ano  | Eleição                       | Cargo            | Partido | Coligação        | Suplentes                                | Votos          | Resultado                                        |
| ---- | ----------------------------- | ---------------- | ------- | ---------------- | ---------------------------------------- | -------------- | ------------------------------------------------ |
| 2018 | Estadual do Rio Grande do Sul | Deputado Federal | PSL     | PSL / DEM / PROS | Marcelo Brum (PSL), Marco Marchand (PSL) | 32.200 (0,59%) | Eleito (46ª pessoa mais votada, 4ª na coligação) |